# Uta (släkte)
Uta är ett släkte av ödlor som ingår i familjen Phrynosomatidae.
Dessa ödlor blir upp till 75 mm långa (nosen till svansens bas). Fjällen på ovansidan har ungefär samma storlek och svansen är täckt av stora fjäll med en uppåtriktad köl (tagg). Hannar har en tydlig fläck på buken. Arterna förekommer i USA från Texas till delstaten Washington och söderut till västra Mexiko, inklusive halvön Baja California.
Arter enligt Catalogue of Life:
- Uta concinna
- Uta encantadae
- Uta lowei
- Uta nolascensis
- Uta palmeri
- Uta squamata
- Uta stansburiana
- Uta stejnegeri
- Uta tumidarostra

The Reptile Databas listar Uta concinna och Uta stejnegeri som synonymer till Uta stansburiana.